# Ordjonikidze (Kanevskaia)
|  | Per a altres significats, vegeu «Ordjonikidze». |

Ordjonikidze (rus: Орджоникидзе) és un khútor del krai de Krasnodar, a Rússia. Es troba a la vora esquerra del riu Txelbas, a 15 km a l'oest de Kanevskaia i a 121 km al nord-est de Krasnodar. Pertany a l'stanitsa de Kanevskaia.